# The Coterie
The Coterie fue un famoso y conocido grupo de aristócratas ingleses, e intelectuales de los años 1910, que en su momento estuvo muy de moda, extensamente mencionado en revistas y periódicos de la época, aunque con frecuencia referido como un "círculo corrupto y excéntrico".
El grupo The Coterie es considerado como la segunda generación de otro grupo de características similares, The Souls, cuya conformación se concretó un poco antes en el tiempo, ya que este último arranca en 1885, y se le conoce actuación hasta 1920.
Entre los miembros más notorios de The Coterie, entre otros corresponde mencionar a:
- Lady Diana Cooper, actriz, y símbolo de belleza de la época ;
- Duff Cooper, hombre político británico del Partido conservador, y diplomático (fue embajador en París) ;
- Raymond Asquith, hijo del primer ministro, y conocido abogado barrister ;
- Maurice Baring, diplomático, lingüista, periodista, poeta, dramaturgo, y novelista ;
- Patrick Shaw-Stewart, un alto funcionario del Barings Bank, y además poeta ;
- Nancy Cunard y su amiga Iris Tree ;
- Edward Horner (1888–1917), hermano de Katharine Frances Horner, esposa de Raymond Asquith ;
- Sir Denis Anson, joven barón que perdió la vida el 8 de julio de 1914, a medianoche y en circunstancias extrañas, ya que murió ahogado en el río Támesis.

La Primera Guerra Mundial destruyó el "círculo original", tomando las vidas de Edward Horner, Patrick Shaw-Stewart, y Raymond Asquith.
El grupo en su momento fue muy conocido de la gente, en parte por sus extravagancias. Y también se les asociaba con ciertos lugares de reunión, como por ejemplo el Café Royal, y The Cave of the Golden Calf (La Cueva del Becerro de Oro, primer nightclub de Londres).